# 大来佐武郎
大来 佐武郎（おおきた さぶろう、1914年〈大正3年〉11月3日 - 1993年〈平成5年〉2月9日）は、日本の逓信・経済企画官僚、外交官、政治家、経済学者。位階は正三位。
第二次世界大戦後の日本を代表する国際派のエコノミストであり、外務大臣（第108代）や総合研究開発機構研究評議会議長を務めた。

## 人物
東京帝国大学工学部電気工学科卒業後、逓信省に入省。工務局、興亜院出向を経て大東亜省に移籍。第二次世界大戦終戦後に外務省調査局に勤務。その後、芦田内閣の下に設置された経済安定本部で、池田勇人首相の肝煎りである所得倍増計画の策定に中心的に関わった。
大来は終戦直後から日本国内のみならず国外にも豊富な人脈を築き、また分け隔てなく留学を希望する者の紹介状を書いていた。
1962年、酒井正兵衛名古屋大学経済学部教授の審査により、論文「経済計画論 : 市場経済における計画」で名古屋大学経済学博士の学位を取得。

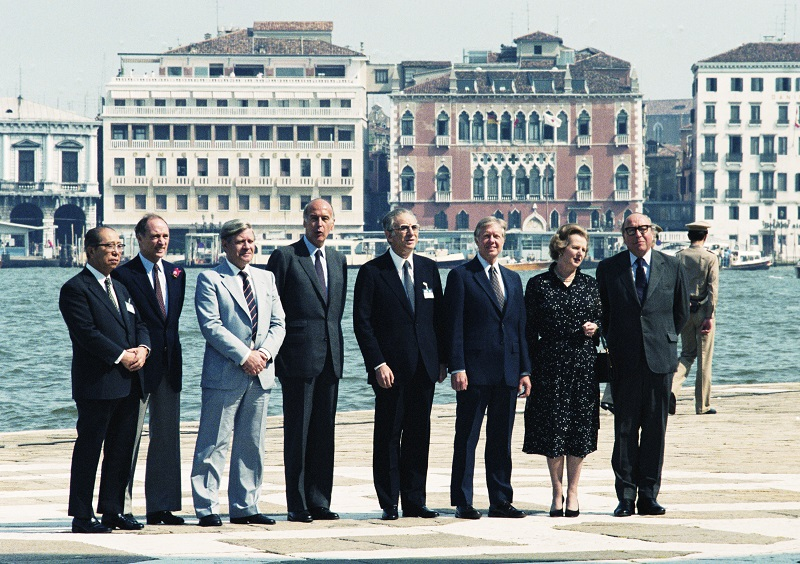
1980年、第6回先進国首脳会議にて（左端が大来）

第2次大平内閣では藤山愛一郎以来の民間人閣僚として外務大臣に就き、8ヶ月間務めている（藤山は外相在任中に衆議院議員総選挙に出馬し、当選）。1980年のヴェネツィア・サミットには、開催の直前に大平正芳首相が急逝したため、外相の大来が代理出席した。外相退任後は国際大学初代学長を務めた。
妻は梶井剛の二女。息子の大来洋一（政策研究大学院大学名誉教授）も経済企画庁時代に経済白書を執筆、著書もある。財務省官僚の大来志郎（1998年（平成10年）大蔵省入省）は孫にあたる。
最期は自宅で国際経済学者として有名なフレッド・バーグステン氏と電話をしている最中に意識を失い、その後数日して他界。

## 略歴
- 1914年11月3日 – 関東州大連（のち中国遼寧省）に、新聞記者・大来修治の三男として生まれる。
- 1927年 – 東京府立第一中学校（のち東京都立日比谷高等学校）入学。
- 1931年 – 第一高等学校入学。
- 1934年 – 東京帝国大学工学部電気工学科入学。
- 1937年 – 東大工学部卒業、逓信省入省。工務局調査課配属。
- 1939年 – 興亜院華北連絡部（北京市）勤務。電力供給に関する調査・計画立案を行う。
- 1942年 – 大東亜省総務局調査課に転じ、物資動員の調査に携わる。同年、鉄鋼生産力の低下から敗戦が不可避であり、戦争終結の必要があることを風見章を通して近衛文麿に伝える。
- 1945年8月26日 – 外務省調査局に異動。調査局長杉原荒太のサポートの下、「戦後問題研究会」を発足させ、戦後処理の研究を開始する。
- 1946年 – 吉田茂のブレーンとして、有沢広巳・東畑精一・大内兵衛らとともに『日本経済再建の基本問題』をまとめる。
- 1947年4月10日 – 外務省を退職。
- 1947年6月13日 – 経済安定本部調査課長。
- 1948年 - 1951年 - 『経済白書』の執筆責任者を務める。
- 1952年 - 1953年  -　国連アジア極東経済委員会（ECAFE）事務局経済分析課長。
- 1960年 – 経済企画庁総合計画課長として、「国民所得倍増計画」を策定。
- 1962年 - 名古屋大学経済学博士。
- 1963年 – 総合開発局長を最後に経企庁を退官。
- 1964年 - 日本経済研究センター初代理事長に就任。在任中は海外のシンクタンクとのネットワーク構築に尽力した。
- 1971年 - マグサイサイ賞（平和・国際理解部門）受賞
- 1973年 – 海外経済協力基金（のち国際協力銀行）総裁、日米欧三極委員会日本委員会委員。
- 1977年 – 新自由クラブから参議院議員選挙に全国区で立候補するも得票順位59位で落選。
- 1979年 –第2次大平内閣で外務大臣に起用される。特にこれまで等閑視されていたEC諸国との関係の緊密化に務めた。
- 1980年 – 総選挙中に首相の大平正芳が急死したためヴェネツィアサミットに出席。対外経済関係担当政府代表。
- 1981年 – 外務省顧問。個人事務所「内外政策研究所」開設。
- 1982年 – 国際大学初代学長。
- 1983年 - 日本計画行政学会会長[4]。
- 1984年 – 世界自然保護基金日本委員会会長。
- 1986年 – 勲一等旭日大綬章受章。
- 1987年 – 放送文化基金理事長。日本国際フォーラム会長[5]。
- 1993年 – インディラ・ガンディー賞受賞。
- 1993年2月9日 – 急性心不全のため逝去。78歳没。叙正三位、賜銀杯一組。墓所は中野区宗清寺。

## 顕彰
総合研究開発機構研究評議会議長を務め、大来の死後、遺族から著書や資料などが総合研究開発機構に寄贈された。2000年、大来の業績を記念し、総合研究開発機構が「NIRA大来政策研究賞」を創設した。また、国際開発機構は、国際開発分野の課題に関する優れた指針を示す研究図書を顕彰する「大来賞」を創設した。

## 著書・伝記
- 『東奔西走　私の履歴書』 日本経済新聞社、1981年
- 『21世紀に向けての日本の役割　大来レポート』 国際開発ジャーナル社、1991年
- 『経済外交に生きる』 東洋経済新報社、1992年

- 『志在千里　大来佐武郎追悼文集』同・刊行会編、1994年。非売品
- 小野善邦 『わが志は千里に在り　評伝大来佐武郎』 日本経済新聞出版社、2004年